# Saint-Jean-Delnous
Saint-Jean-Delnous (okzitanisch Sant Joan del Nos) ist eine französische Gemeinde mit 382 Einwohnern (Stand 1. Januar 2022) im Département Aveyron in der Region Okzitanien (vor 2016 Midi-Pyrénées). Sie gehört zum Arrondissement Millau (bis 2017 Arrondissement Rodez) und zum Kanton Monts du Réquistanais. Die Einwohner werden Saint-Jeannais genannt.

## Geographie
Saint-Jean-Delnous liegt rund 29 Kilometer ostnordöstlich von Albi und etwa 37 Kilometer südsüdwestlich von Rodez. Nachbargemeinden sind Lédergues im Nordwesten und Norden, La Selve im Nordosten, Réquista im Osten und Süden, Albignac im Südwesten sowie Faussergues im Westen.

## Bevölkerungsentwicklung
| Jahr                       | 1962 | 1968 | 1975 | 1982 | 1990 | 1999 | 2006 | 2019 |
| Einwohner                  | 561  | 491  | 429  | 372  | 377  | 390  | 463  | 403  |
| Quellen: Cassini und INSEE |      |      |      |      |      |      |      |      |

## Sehenswürdigkeiten

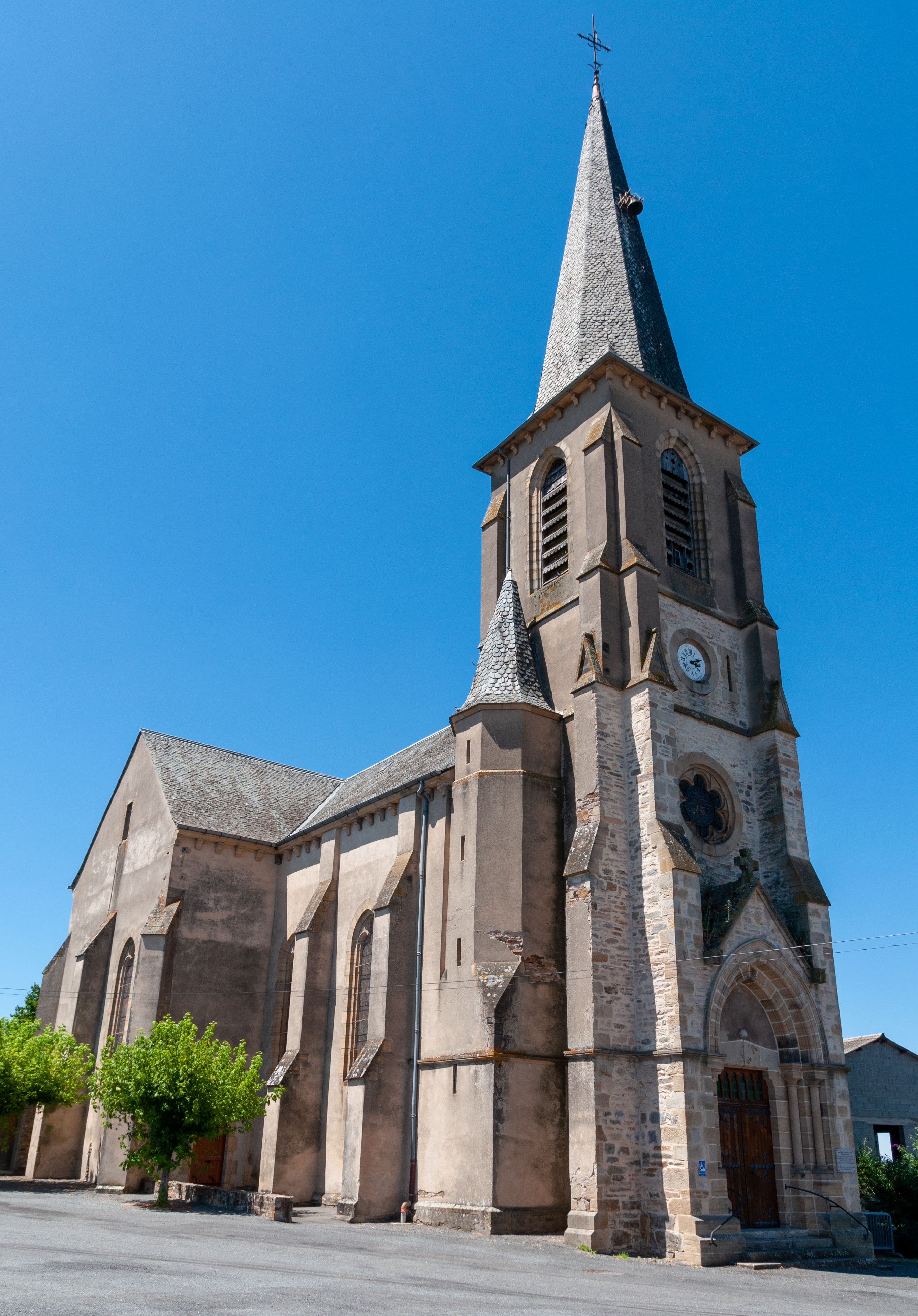
Kirche Saint-Jean-Baptiste

- Kirche Saint-Jean-Baptiste